# Diocesi di Ermontis
La diocesi di Ermontis è una sede soppressa del patriarcato di Alessandria e una sede titolare della Chiesa cattolica (in latino Dioecesis Hermonthitana).

## Storia
Ermontis, corrispondente alla città di Armant tra Luxor e Tebe sulla riva occidentale del Nilo in Egitto, è un'antica sede episcopale della provincia romana della Tebaide Seconda nella diocesi civile d'Egitto. Faceva parte del patriarcato di Alessandria ed era suffraganea dell'arcidiocesi di Tolemaide.
Il primo vescovo conosciuto di questa antica diocesi egiziana è Kales, che aveva aderito allo scisma meleziano; il suo nome appare nella lista, trasmessa da Atanasio di Alessandria, dei vescovi meleziani che Melezio di Licopoli inviò all'arcivescovo Alessandro di Alessandria all'indomani del concilio di Nicea del 325.
Nella seconda metà del IV secolo abbiamo il vescovo Plenios (conosciuto anche come Plenis o Piones), che nel 356 fu esiliato nella regione di Ammoniace nella Libia inferiore assieme ad altri vescovi durante la persecuzione attuata dal vescovo ariano di Alessandria, Giorgio. Lo stesso Plenios assistette ad un sinodo ad Alessandria, convocato da sant'Atanasio per verificare l'ortodossia di una delegazione di chierici giunta da Ancira nel 371.
Una Storia dei monaci dell'Alto Egitto, della fine del IV secolo, racconta la storia del monaco Giovanni, il quale, eletto vescovo di Ermontis al posto del defunto Macario, fu preso con la forza, portato ad Alessandria e fatto consacrare dall'arcivescovo.
Un dittico in avorio, noto con il nome di Moir-Bryce Diptychon, datato alla metà circa del VII secolo riporta una serie di vescovi attribuiti a Ermontis: dopo Plenis, Makarios e Ioannes, la serie continua con Hierax, Ananias, Petros, Michaias, Pisenthios, Patermouthios, Ioannes, Papnouthios, Andreas, Abraamios e Moses. Tra questi, documentati da fonti letterarie e papirologiche, si ricordano in particolare: Andrea, monaco del monastero di Apa Ezechiele, e attivo nel corso del VI secolo; e il successore Abramo (vissuto tra VI e VII secolo), di cui esisterebbe un'icona nel Bode-Museum di Berlino, che edificò un monastero nella parte superiore del tempio funerario di Hatshepsut, che divenne sede dei vescovi di Ermontis.
Inoltre sono noti anche due vescovi copti nell'XI secolo, Basilio e il successore Pamnon, che prese parte ad un sinodo patriarcale nel mese di agosto del 1086.
Dal 1933 Ermontis è annoverata tra le sedi vescovili titolari della Chiesa cattolica; la sede è vacante dal 16 novembre 2003. Il titolo è stato assegnato finora a tre vescovi: Heinrich Horst, vicario apostolico di Lwangwa (oggi diocesi di Mpika); Nicolaas Verhoeven, vicario apostolico di Manado (oggi diocesi); e Augustine Eugene Hornyak, vescovo ausiliare di Westminster ed esarca apostolico per i fedeli ucraini dell'Inghilterra.

## Cronotassi

### Vescovi dell'epoca romano-bizantina
- Kales † (menzionato nel 325 circa)
- Plenios (o Plenis o Piones) † (prima del 356 - dopo il 371)
- Macario † (fine IV secolo)
- Giovanni † (fine IV secolo)
- Pisenzio † (circa 410 ?)
- Anania † (circa 510)[8]
- Andrea † (VI secolo)
- Abramo † (VI/VII secolo)[9]

### Vescovi dell'epoca araba
- Mena † (VII/VIII secolo)[10]
- Germano † (prima metà dell'VIII secolo)[11]
- Colluto † (menzionato nel 770 o nel 775/779)[12]
- Basilio † (? - 1081 deceduto)
- Pamnon † (1081 - dopo il 1086)

### Vescovi titolari della Chiesa cattolica
- Heinrich Horst, M.Afr. † (21 maggio 1938 - 17 settembre 1946 deceduto)
- Nicolaas Verhoeven, M.S.C. † (13 marzo 1947 - 3 gennaio 1961 nominato vescovo di Manado)
- Augustine Eugene Hornyak, O.S.B.M. † (14 agosto 1961 - 16 novembre 2003 deceduto)